# Karina Pētersone
Karina Pētersone (ur. 19 września 1954 w Rydze) – łotewska polityk i filolog, minister kultury (1998–2002), minister ds. integracji społecznej (2006), w latach 2006–2009 i w 2010 wiceprzewodnicząca Sejmu, dyrektor Instytutu Łotewskiego.

## Życiorys
W 1978 ukończyła studia z filologii angielskiej na Uniwersytecie Łotwy. Pracowała jako nauczycielka akademicka w katedrze języków obcych Ryskiego Instytutu Politechnicznego oraz na macierzystej uczelni. Zajęła się również tłumaczeniami z języka angielskiego.
Zaangażowała się w działalność polityczną. W 1991 została asystentką Anatolijsa Gorbunovsa, a w 1993 objęła tożsamą funkcję przy przewodniczącym parlamentu. W 1995 została doradczynią przewodniczącego sejmowej komisji ds. europejskich, a rok później doradczynią ministra ochrony środowiska i rozwoju regionalnego. W 1997 uzyskała mandat radnej Rygi. W 1998 wybrano ją do Sejmu z listy Łotewskiej Drogi. W listopadzie tego samego roku powołana na urząd ministra kultury. Sprawowała go do listopada 2002 w trzech kolejnych gabinetach. W tym samym roku jej ugrupowanie znalazło się poza parlamentem. W latach 2003–2006 była dyrektorem towarzystwa wsparcia Biblioteki Narodowej Łotwy (LNB).
W 2006 po raz drugi uzyskała mandat deputowanej. Od kwietnia do listopada 2006 była ministrem bez teki do spraw integracji społecznej w rządzie Aigarsa Kalvītisa. W latach 2006–2009 i w 2010 zajmowała stanowisko wiceprzewodniczącej Sejmu IX kadencji.
W maju 2007 została oficjalną kandydatką LPP/LC na urząd prezydenta, jednak ostatecznie wycofała swoją kandydaturę na rzecz wspieranego przez koalicję rządzącą Valdisa Zatlersa. W wyborach w 2009 bez powodzenia kandydowała do Parlamentu Europejskiego z listy LPP/LC. W 2010 bezskutecznie ubiegała się o reelekcję w wyborach parlamentarnych z ramienia ruchu O lepszą Łotwę.
Również w 2010 mianowana dyrektorem Instytutu Łotewskiego. Instytucją tą zarządzała do 2015. W tymże roku została sekretarzem generalnym Sejmu, kończąc urzędowanie w 2017. Również w 2017 ponownie została dyrektorem towarzystwa wsparcia LNB.